# Battaglia di Majuba Hill
La battaglia di Majuba Hill è uno scontro militare combattuto il 27 febbraio 1881 tra le truppe dell'Impero britannico e i ribelli boeri nel corso della prima guerra boera.
Fu l'atto conclusivo del piccolo conflitto sudafricano e fu vinto dai boeri, che inflissero agli inglesi una sconfitta sorprendentemente netta vista la teorica superiorità di addestramento ed equipaggiamento dell'esercito britannico. In seguito a questa grave sconfitta il governo britannico fu costretto a scendere a patti con i boeri e nella Convenzione di Pretoria, il primo ministro William Ewart Gladstone concesse ai boeri l'autogoverno sul Transvaal e sullo Stato Libero d'Orange.
La Battaglia di Majuba Hill viene ricordata dalle cronache come una delle sconfitte più umilianti subite dai britannici nella loro storia militare.

## Antefatti
Dopo aver sconfitto gli Zulù di Re Cetshwayo nella precedente Guerra Anglo-Zulu, gli inglesi, reputando la loro avanzata in territorio africano inarrestabile, avevano deciso di imporre alle repubbliche boere di accettare la loro incorporazione in quella che all'epoca era nota come Colonia del Capo, attirati anche dalla possibilità di impadronirsi delle ricche risorse di oro e diamanti presenti nei terroritori della Repubblica del Transvaal e nella Repubblica di Orange. Tuttavia i coloni boeri non accettarono di rinunciare alla propria indipendenza senza combattere e, ispirati dal politico Paul Krueger, organizzarono delle milizie di volontari per respingere l'invasione britannica, dando inizio alle ostilità il 20 dicembre 1880. Le forze britanniche sottovalutarono la forza dei boeri, inviando una piccola forza per sedare quelli che erano da loro considerati dei semplici "disordini"; dopo neanche un mese e mezzo di combattimento tuttavia, gli inglesi erano reduci da tre pesantissime sconfitte subite nella battaglia di Bronkhorstspruit, a Laing's Nek e Shuinshoogte, dove i soldati di sua maestà britannica erano stati pesantemente umiliati con centinaia di morti e prigionieri. Il comandante George Colley, necessitante di un successo che riequilibrasse una situazione assai grave, decise quindi di occupare la collina di Majuba Hill, nei pressi della vicina città boera di Volksrust così da mettere pressione sulle forze boere e obbligarle a ritirarsi dalla recentemente conquistata località di Laing's Nek.

## Forze in campo

### Impero Britannico
George Colley occupò Majuba Hill con una forza di circa 400 uomini: facevano parte di essa 171 uomini (due compagnie) del 58° Reggimento, 141 uomini (tre compagnie) del 92° Gordon Highladers, mentre i restanti appartenevano ad una compagnia di fanteria di marina distaccata dalla nave HMS Dido. Ogni uomo trasportava 70 colpi per i fucili martini-henry, una borraccia d'acqua piena, cibo per 3 giorni, un telo impermeabile e un soprabito. A questa forza andavano aggiunte due compagnie del 60° Kings Royals Rifles Corps, i quali tuttavia non presero parte alla battaglia in quanto erano rimasti suddivisi in piccole guarnigioni lungo la pista per assicurare i collegamenti tra le forze sul campo e la base.

### Boeri
I Boeri sotto la guida di Nicolaas Smit e Joachim Ferreira schierarono un numero di miliziani pressappoco equivalente a quello dei britannici. Si trattava principalmente di volontari appartenenti ai cosiddetti "kommandos" boeri, i quali pur avendo un addestramento militare praticamente nullo se comparato ai soldati inglesi, erano stati temprati dalla dura vita coloniale africana, conoscevano perfettamente il teatro delle operazioni e in più erano esperti tiratori che fin dalla più tenera età avevano praticato la caccia e dovuto difendere le proprie fattorie dagli attacchi degli indigeni.

## La battaglia
Nella notte tra il 26 e il 27 Febbraio Colley ordinò alle sue truppe di scalare la collina di Majuba e stabilire un perimetro sulla cima; tuttavia, nonostante la posizione estremamente favorevole, non ordinò di posizionare l'artiglieria sulla cima e non ordinò, nonostante il parere contrario dei suoi subordinati, di scavare delle trincee, forse valutando che, essendoci poche pale e picconi, avrebbe richiesto troppo tempo e che probabilmente sarebbe bastata la vista della collina occupata per spingere i boeri ad abbandonare le proprie posizioni. All'alba del 27 febbraio le forze boere si accorsero che i britannici avevano occupato la cima e inizialmente andarono nel panico, pensando che Colley avesse fatto posizionare dei cannoni sulla cima; tuttavia, una volta resisi conto che si trattava solo di fanteria, i volontari afrikaneer fecero presto a riorganizzarsi e divisi in tre gruppi d'assalto di 100 e 200 uomini cominciarono a muoversi per attaccare le posizioni inglesi. 
Nonostante avanzassero in terreno aperto, i Boeri erano tiratori migliori rispetto ai britannici e riuscivano a sfruttare sapientemente i ripari offerti dal terreno intorno alla collina, così mentre avanzavano colpivano gli inglesi uno ad uno, infliggendo gravi perdite. Dopo la battaglia il generale boero Piet Joubert notò che l'alzo dei fucili britannici era stato tarato sulle 400-600 iarde, mentre nel concreto la battaglia si era svolta ad una distanza media di 60-100 iarde; ciò era dovuto al fatto che gli ufficiali non avevano ordinato ai propri subordinati di abbassare l'alzo dei fucili, così i colpi britannici, i quali sparavano in discesa dall'alto verso il basso, anziché andare al bersaglio finivano nella maggior parte dei casi per volare al di sopra delle teste del nemico che avanzava.
Al momento dell'attacco dei Boeri Colley si trovava all'interno della propria tenda, ma non prese immediatamente provvedimenti fino a quando non venne messo al corrente dai suoi subordinati della gravità dell'attacco. Nell'ora successiva i Boeri avanzarono contro la linea britannica, ingaggiando gli inglesi sulla lunga distanza e rifiutando il corpo a corpo col nemico che probabilmente li avrebbe visti perdenti. Gli inglesi, che non erano addestrati al combattimento su lunga distanza e non disponevano di ripari adeguati, cominciarono a cadere uno dietro l'altro sotto il micidiale fuoco di precisione boero e cominciarono a sfaldarsi, con gli ufficiali incapaci di serrare i ranghi e dare ordini coerenti. Alla fine cominciò una ritirata disordinata: i Gordon Highlanders resistettero un po' di più, ma alla fine anche loro vennero costretti a ripiegare a causa delle pesantissime perdite.
In mezzo alla grande confusione e al massacro dei suoi uomini, Colley cercò di rinserrare i ranghi e organizzare una ritirata ordinata per permettere alle sue truppe di ripiegare combattendo, ma venne colpito dal fuoco boero e cadde morto, aumentando la confusione tra le truppe britanniche e un fuggi fuggi generale. Alcuni elementi del 15° Ussari e del 60° Kings Rifles Corps cercarono di portare aiuto ai propri commilitoni con un'azione di disturbo sulla retroguardia boera, ma questa non ebbe punto effetto e anch'essi furono costretti a ritirarsi.
Alla fine della battaglia ben 285 soldati britannici, quasi 3/4 della forza combattente, rimasero sul campo morti, feriti o prigionieri, mentre i Boeri tra le loro fila contarono 1 morto e 5 feriti. La battaglia ebbe molta eco poiché delle truppe professioniste addestrate erano state completamente annientate da squadre di miliziani poco più che ragazzi guidati da pochi esperti veterani, e ciò oltre a costituire una grave umiliazione, contribuì a fare arrivare la Gran Bretagna in una posizione debole al tavolo dei negoziati.